# Une femme coquette
Une femme coquette è il secondo film di Jean-Luc Godard, un cortometraggio realizzato lo stesso anno del suo primo film Opération béton; al contrario del precedente, che era un documentario, Godard utilizza per la prima volta attori recitanti.

## Trama
La giovane sposa Agnès scrive una lettera a un'amica; le immagini mostrano ciò che racconta.
Le è capitato di osservare il modo in cui una prostituta attira i clienti rimanendo alla finestra, con un sorriso particolare. Spinta dalla curiosità, assume lo stesso atteggiamento in un giardino pubblico, ottenendo che un uomo la segua fino alla porta di casa. La donna cerca di dissuaderlo, poi decide di lasciarlo entrare per evitare un'accusa di adescamento in pubblico, è sicura di riuscire a liberarsene perché attende che il marito rientri a breve.
Il film si chiude con la donna intenta a scrivere la lettera, nella quale racconta esplicitamente di avere tradito, per la prima volta, il marito.

## Il film
Con i proventi ottenuti dalla realizzazione del documentario Opération béton acquistato e distribuito dai costruttori della diga sulla Grande Dixence nel cantone Vallese in Svizzera, Godard finanzia il suo primo cortometraggio di fiction, girato a Ginevra con una cinepresa a 16 mm ottenuta in prestito dalla Actua Film. La breve pellicola si inserisce nello spirito del nuovo cinema francese che i giovanissimi critici dei Cahiers du cinéma inventano nel momento di passare dalla teoria (la critica specializzata) alla pratica (la regia).
Per il soggetto, Godard adatta liberamente un racconto di Guy de Maupassant del 1886, Il cenno (Le signe), che gli servirà di nuovo, entro qualche anno, come idea di base per il film Masculin féminin. Più che a un film di Jean-Luc Godard, questo corto somiglia ai corti della scuola Cahiers du cinéma degli anni Cinquanta, per esempio le prime pellicole di Éric Rohmer con l'uso della voce fuori campo. Rohmeriano è in un certo senso il soggetto, anche se lo svolgimento non è esente da una certa perversità che anticipa uno degli argomenti tipici di Godard, cioè la prostituzione come metafora dello scambio in una società capitalista, un commercio che il regista giudica molto meno ipocrita del discorso amoroso borghese.
Le riprese hanno luogo a Ginevra, dove gli è possibile girare perché Roland Tolmatchoff, che recita nel film, ha la tessera del sindacato dei tecnici svizzeri. I lavori durano due giorni; Agnès è interpretata da una conoscenza comune, Marie Lysandre, che presta anche la propria voce per il commento. Il film non è mai stato distribuito e per lungo tempo lo si è creduto andato perso. È stato però recentemente pubblicato dall'utente Davide Heslin su YouTube.